# Chrostkowo

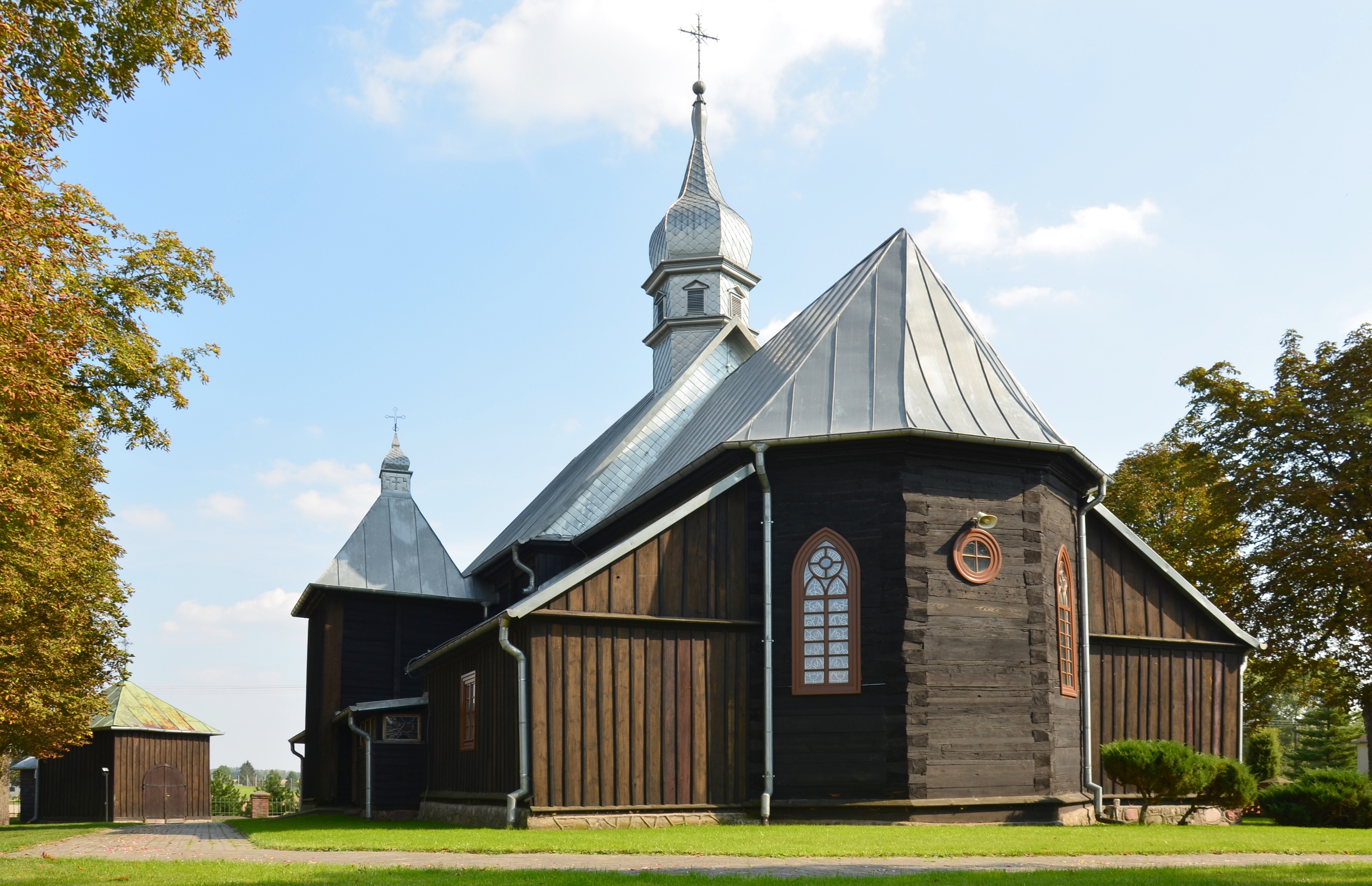
Kościół św. Barbary w Chrostkowie

Chrostkowo – wieś w Polsce położona w województwie kujawsko-pomorskim, w powiecie lipnowskim, w gminie Chrostkowo, nad rzeką Ruziec.

## Podział administracyjny
W latach 1954–1972 wieś należała i była siedzibą władz gromady Chrostkowo. W latach 1975–1998 miejscowość administracyjnie należała do województwa włocławskiego. Miejscowość jest siedzibą gminy Chrostkowo.

## Demografia
Według Narodowego Spisu Powszechnego (III 2011 r.) wieś liczyła 368 mieszkańców. Jest drugą co do wielkości miejscowością gminy Chrostkowo.

## Parafia katolicka
We wsi znajduje się parafia pw. św. Barbary.

## Historia

### Średniowiecze
Pochodzenie nazwy wsi nie jest dokładnie znane i jednoznacznie wyjaśnione. W zapisach historycznych pojawiają się również miana Chrustowo i Chrustków. Miejscowość wymieniona w dokumencie z roku 1502] w związku z istniejącą tu parafią. W 1564 roku pojawia się zapis: Krostkowo.

### Wiek XIX
W roku 1827 były tu 22 domy i 210 mieszkańców. W okresie powstania styczniowego, 22 kwietnia 1863, w pobliskiej wsi Nietrzeba rozegrała się walka polskich żołnierzy z oddziałem rosyjskim (po 130 latach, w 1993 r., w Nietrzebie odsłonięto pamiątkowy krzyż-obelisk, poświęcony temu wydarzeniu). Pod koniec XIX wieku miejscowość gminna w Powiecie rypińskim, licząca 293 mieszkańców (105 mężczyzn i 186 kobiet). We wsi 56 osad włościańskich i 39 domów mieszkalnych. Powierzchnia użytków rolnych wynosiła 178 morgów, w tym grunty orne rozległe na 141 morgów. Pobliskie dobra Chrostkowo o powierzchni 2301 morgów, składały się z folwarku Chrostkowo i Majdany oraz osady młynarskiej Chrostkowo. W 9 domach mieszkalnych (2 murowane) przebywało tam 165 mieszkańców. W dobrach: karczma, kuźnia, tartak, młyn wodny nad rzeczką Ruziec.

### Wiek XX
W roku 1921 wyszczególniono:
- osadę młynarską Chrostkowo, 1 dom i 14 mieszkańców (8 mężczyzn i 6 kobiet);
- wieś Chrostkowo. Było tu 51 budynków z przeznaczeniem mieszkalnym oraz 407 mieszkańców (182 mężczyzn i 225 kobiet). Narodowość polską podało 397 osób, a niemiecką – 10;
- kolonię Chrostkowo-Parcele. Naliczono tu 44 budynki mieszkalne i 1 inny zamieszkały oraz 324 mieszkańców (169 mężczyzn i 155 kobiet). Wszyscy zadeklarowali narodowość polską[7].

W czasie II wojny światowej Chrostkowo wraz z całą Ziemią dobrzyńską znalazło się pod okupacją niemiecką. 23 stycznia 1945 miejscowość przejęły wojska radzieckie.

## Współcześnie
W herbie Chrostkowa znajduje się brzoza, od wieków porastająca okolicę. Jako symbol obfitej zieleni, dała prawdopodobnie nazwę tej miejscowości. Snop zboża nawiązuje do typowo rolniczego charakteru gminy.
W Chrostkowie mieszczą się wszystkie placówki administracyjne gminy, większość sklepów i zakładów usługowych oraz miejscowa spółdzielnia. Dla 90% mieszkańców główne źródło utrzymania stanowią gospodarstwa rodzinne, których średnia powierzchnia wynosi 10 ha.
Pobliski teren stanowi największe zgrupowanie unikalnych form polodowcowych zwanych drumlinami. Obszar ten objęty jest ochroną jako zespół przyrodniczo-krajobrazowy Morena Chrostowska.

## Obiekty użyteczności publicznej
- przedszkole samorządowe
- szkoła podstawowa
- Gminny Ośrodek Zdrowia
- apteka[5]

## Obiekty zabytkowe
- drewniany kościół pod wezwaniem św. Barbary z 1709 (nr rej. 9/A z 17.02.1981)[8], na początku XIX w. odnowiony i rozbudowany, remontowany w 2011 r.
- dzwonnica
- kostnica parafialna
- plebania murowana z lat 1920–1925
- cmentarz rzymskokatolicki z 1. połowy XIX wieku[5]

## Znane osoby
- Norbert Zieliński (1768-1834), generał major ziemiański ziemi łomżyńskiej w insurekcji kościuszkowskiej
- Julian Józef Biały (1861–1941), ksiądz rzymskokatolicki